# Canned Goods
Albums de Marco Polo
Port Authority
(2007)
Canned Goods est le premier album studio du rappeur/producteur canadien Marco Polo, sorti le 8 mars 2005. Il sera surtout découvert pour son second opus solo, Port Authority en 2007.

## Liste des titres
Tous les titres sont produits par Marco Polo.
| No  | Titre                            | Durée |
| --- | -------------------------------- | ----- |
| 1.  | Truffle Shuffle                  | 3:17  |
| 2.  | Kwyjibo                          | 4:09  |
| 3.  | Hired Goons                      | 3:22  |
| 4.  | Stakes Is Higher                 | 4:54  |
| 5.  | Coffee Break                     | 1:18  |
| 6.  | Official                         | 3:08  |
| 7.  | La Guardia to Pearson            | 3:06  |
| 8.  | Think of U Now                   | 3:01  |
| 9.  | Diamonds                         | 3:25  |
| 10. | Newport (Interlude)              | 0:54  |
| 11. | Beat Society                     | 3:07  |
| 12. | The Greatest                     | 3:34  |
| 13. | No U Won't                       | 4:17  |
| 14. | Situations (featuring Rasco)     | 3:35  |
| 15. | My Rights (featuring Wordsworth) | 4:05  |
| 16. | How I Get Down (featuring Skoob) | 4:13  |